# فافه
فافه (به پرتغالی ˈfafɨ) شهری با وسعت ۲۱۹٫۰۸ کیلومتر مربع، در شمال کشور پرتغال واقع در ناحیه براگا است. جمعیت این شهر در سرشماری سال ۲۰۱۱ میلادی ۵۰٬۶۳۳ بود، حال آنکه جمعیت این شهر در سرشماری سال ۲۰۰۱ میلادی ۱۴٬۱۴۴ نفر بود. این شهر از ۲۵ بخش تشکیل شده است که بخش فرتیاس اِ ویا کوا مهم‌ترین بخش این شهر است.